# 多茲蘭丁 (加利福尼亞州)
多茲蘭丁（英語：Douds Landing）是位於美國加利福尼亞州卡拉韋拉斯縣的一個非建制地區。該地的面積和人口皆未知。

## 地理
多茲蘭丁的座標為37°12′46″N 120°19′32″W / 37.21278°N 120.32556°W，而該地的平均海拔高度為1072米（即3517英尺）。